# Bez menja
Bez menja (Без меня) è un film del 2018 diretto da Kirill Pletnёv.

## Trama
Due ragazze che hanno amato un uomo, dopo la sua morte ricevono messaggi, il cui autore non può che essere lui. Nella speranza di un miracolo, i due dovranno intraprendere un viaggio, che i suoi indizi aprono per svelare il segreto dietro i misteriosi messaggi.